# Copa da Escócia de 1949–50
A Copa da Escócia de 1949-50 foi a 65º edição do torneio mais antigo do futebol da Escócia. O campeão foi o Rangers F.C., que conquistou seu 13º título na história da competição ao vencer a final contra o East Fife F.C., pelo placar de 3 a 0.

## Premiação
| Copa da Escócia de 1949-50        |
| Escócia                           |
| --------------------------------- |
| Rangers F.C. Campeão (13º título) |